# Antonio Harvey
Antonio Harvey, född 6 juli 1970 i Pascagoula i Mississippi, är en amerikansk före detta professionell basketspelare. Han avslutade sin spelarkarriär 2003.
Under sin NBA-karriär spelade Harvey för Los Angeles Lakers, Vancouver Grizzlies, Los Angeles Clippers, Seattle SuperSonics, Portland Trail Blazers och Atlanta Hawks.
Efter spelarkarriären har Harvey bland annat arbetat som radiokommentator för Portland Trail Blazers.